# 세타카정
세타카정(瀬高町)은 후쿠오카현의 남부 야마토군에 있던 정이다. 하카타역에서 가고시마본선 특급으로 40분 정도 거리에 있으며, 2007년 1월 29일에 야마카와정, 다카타정과 합병으로 소멸되어 미야마시가 되었다. 구 시청이 그대로 미야마시의 시청 본청으로 사용되고 있다.
3개 마을은 당초 2005년 3월 22일을 합병일로 정하고 신시 명칭을 '미야마시'(합병 후 인구 약 4만5000명)로 정하고 2004년 6월 27일 합병협정을 체결했으나, 다카타정 의회가 두 차례에 걸쳐 합병 관련 안건을 부결시키면서 같은 해 9월 30일 합병협의회가 일단 해산하였다. 그러나 이후 주민소환에 따라 실시된 다카타 정의원 선거에서 합병 찬성파가 반대파를 앞지르면서 2005년 10월 1일 다시 합병협의회가 설치되었다. 그리고 2006년 3월 11일 합병 협정서에 서명하고, 각 마을 의회와 후쿠오카현 의회의 의결을 거쳐 같은 해 7월 13일 총무부 장관이 관보에 고시했다.

## 지리
후쿠오카시 남쪽 약 55km, 후쿠오카현 남부에 위치한다. 지쿠고시, 야나가와시와의 경계를 야베강이 흐르고, 마을의 대부분은 치쿠시 평야에 포함된 평지이지만, 마을의 동부를 남북으로 관통하는 규슈 자동차도로의 동쪽 지역은 산지로 되어 있다.

## 역사
- 1889년 4월 1일 - 정촌제 시행에 의해 가미세타카정, 시모세타카정, 혼고촌, 오가와촌, 가와조이촌, 미도리촌, 기요미즈촌, 미즈카미촌이 성립하였다.
- 1901년 1월 1일 - 가미세타카정, 시모세타카정이 대등합병해, 세타카정이 성립하였다.
- 1907년 1월 1일 - 세타카정, 혼고촌, 오가와촌, 가와조이촌, 미도리촌이 대등합병해 새로운 세타카정이 성립하였고, 기요미즈촌, 미즈카미촌이 합병해 히가시야마촌이 성립하였다.
- 1956년 9월 30일 - 히갸시야마촌을 세타카정에 편입되었다.
- 2007년 1월 29일 - 야마가와정, 미이케군 다카타정과 합병・시로 승격해 미야마시가 되었다.

## 교통

### 철도
- 규슈 여객철도 가고시마 본선

### 도로
- 규슈 자동차도
- 국도 209호선
- 국도 443호선